# USS Seekonk (AOG-20)
USS Seekonk (AOG-20) – amerykański tankowiec typu Mettawee z okresu II wojny światowej.
Stępkę jednostki, pod oznaczeniem MC hull 902 i nazwą „Summit Springe”, położono w 1943 w stoczni Marine Maintenance Corp., później East Coast Shipyard Inc. w Bayonne (stan New Jersey). Zwodowano go 24 maja 1943, matką chrzestną była Gladys G. Merrick. Jednostka weszła do służby 10 lutego 1944, pierwszym dowódcą został Lt.(jg.) Albert E. Eldred USNR.

## Służba w czasie II wojny światowej
„Seekonk” należał, jako czwarty, do grupy małych jednośrubowych, napędzanych silnikiem dieslowskim, zbiornikowców produkowanych dla US Navy w czasie II wojny światowej. Po wyposażeniu na Staten Island okręt odbył dziewiczy rejs po wodach zatoki Chesapeake. Po okresie spędzonym w Norfolk Naval Shipyard okręt wyszedł w rejs 22 marca 1944 w składzie konwoju na Arubę. Po zawinięciu do Nicolas Bay na Arubie 1 kwietnia „Seekonk” załadował ładunek (m.in. benzynę lotniczą) i wyszedł w rejs następnego dnia kierując się w stronę Strefy Kanału Panamskiego. 10 kwietnia zbiornikowiec opuścił Balboa w Panamie i popłynął w kierunku Nowej Gwinei. Do Finschaven dotarł 1 czerwca.

### Operacje na południowym Pacyfiku
Przez resztę 1944 okręt operował w rejonie wybrzeża Nowej Gwinei, odwiedzając takie porty jak Madang, Hollandia, Sansapor, Mios Woendi, Biak i Morotai. 31 października, przy pomocy dział portowych, okręt walczył z czterema japońskimi samolotami atakującymi Soemoe Island, Morotai. Zestrzelił dwa samoloty (trzeci prawdopodobnie).

### Służba w filipińskich siłach inwazyjnych
Od 7 stycznia do 14 lutego 1945 „Seekonk” zaopatrywał dużą grupę jednostek amfibijnych, które miały być użyte do ataku na Luzon i inne filipińskie wyspy. 18 lutego okręt holując armijną łódź „N6-1” zajął pozycję w konwoju GI 11-(A) płynącym do Leyte. Do San Pedro Bay na Filipinach dotarł 4 marca.

### Dalsza służba w czasie wojny
„Seekonk” operował w rejonie Filipin do zakończenia walk w sierpniu. W czasie tego okresu okręt pełnił rolę zbiornikowca portowego na Mindoro, w Subic Bay i zatoce Lingayen. Od 28 sierpnia do 9 października zaopatrywał Task Group 71.2, gdy ta była zaangażowana w oczyszczanie alianckich i japońskich pól minowych w rejonie podejść do Szanghaju.

## Okres powojenny
10 października zbiornikowiec wyszedł w składzie Task Group 73.14, która miała za zadanie oczyszczać port w Hajfongu oraz Cieśninę Hainan. Od 12 października „Seekonk” był holowany przez USS „Frament” (APD-77) z powodu problemów z tłokiem głównego silnika. 20 października zakotwiczył w pobliżu półwyspu Doson w rejonie Zatoki Tonkińskiej. Kontynuował zaopatrywanie okrętów trałujących. „Seekonk” został 24 października przeholowany w inny rejon Zatoki Tonkińskiej, a 29 października do Hajnan. 2 listopada okręt został przeholowany do wyspy Han Dau, przez część rejsu używał własnego silnika. 11 listopada wyruszył wraz z Task Group 74.4 do Hongkongu. Przez część drogi był holowany. Do celu dotarł 15 listopada.

## Dalsze problemy z silnikiem
21 grudnia, po naprawach głównego silnika „Seekonk” opuścił Hongkong w drodze do Pearl Harbor. Jednak 26 grudnia jego główny silnik ponownie odmówił posłuszeństwa i okręt stanął w pobliżu Okinawy. Otrzymał pomoc ze strony USS „Cahuilla” (ATF-152) i dotarł do Buckner Bay 29 grudnia.

## Wycofanie ze służby
Okręt dotarł do San Francisco 26 lutego 1946. Został zdezaktywowany i wycofany ze służby 1 maja 1946. Skreślono go z listy jednostek floty 21 maja 1946. Przekazano go Maritime Commission 28 sierpnia 1946. „Seekonk” został zakwalifikowany jako możliwy do sprzedania do służby cywilnej. Sprzedany w prywatne ręce służył od 1947 do 7 czerwca 1963, gdy spłonął w pobliżu Charlottetown, Prince Edward Island (Kanada).

## Medale i odznaczenia
Załoga jednostki była uprawnienia do noszenia następujących odznaczeń:
- Combat Action Ribbon
- Medal Służby w Chinach
- Medal Kampanii Amerykańskiej
- Medal Kampanii Azji-Pacyfiku
- Medal Zwycięstwa w II Wojnie Światowej
- Medal Służby Okupacyjnej Marynarki Wojennej (z okuciem Asia)
- Philippines Liberation Medal